# (26189) 1997 AX12
(26189) 1997 AX12 est un astéroïde de la ceinture principale aréocroiseur découvert en 1997.

## Description
(26189) 1997 AX12 a été découvert le 10 janvier 1997 à l'observatoire astronomique d'Ōizumi, situé à Ōizumi, dans la préfecture de Gunma, au Japon, par Takao Kobayashi.

### Caractéristiques orbitales
L'orbite de cet astéroïde est caractérisée par un demi-grand axe de 2,63 UA, un périhélie de 1,53 UA, une excentricité de 0,42 et une inclinaison de 5,76° par rapport à l'écliptique. Du fait de ces caractéristiques, à savoir un demi-grand axe inférieur à 3,2 UA et un périhélie compris entre 1,3 et 1,666 UA, il croise l'orbite de Mars et est classé, selon la JPL Small-Body Database, comme astéroïde aréocroiseur (aréo venant de Arès).

### Caractéristiques physiques
(26189) 1997 AX12 a une magnitude absolue (H) de 16,8 et un albédo estimé à 0,255.